# B.C.G.
B.C.G.（ビー・シー・ジー）はかつて活躍していた日本のセクシーアイドルグループ。

## 概要
1993年に、当時ブームだったディスコ「ジュリアナ東京」でお立ち台ギャルとして踊っていた女性を中心にオーディションをし、11人がメンバーとして選ばれた。
ボディコンを来た女性グループの意味からBody Conscious Girlsを略した名称。テレビでは深夜番組のM10（テレビ朝日）への出演が多く、同局のイベント等で活動。
その後、メンバーを5人に減らし「B.C.G. CORE」としても活動していた。(鏡礼子、山本麗子、渡部智恵、滝谷公恵、翠玲)
なお、「B.C.G. CORE」は、メンバーの翠玲が抜けたあと、4人体制となった。
1995年8月、「B.C.G.CORE×AKI」として、日本語ユーロビートカバーアルバム「Style」を発売。(鏡礼子、渡部智恵、世古あき子、橋本有香)

## メンバー
- 青木純
- 浅倉真由
- 石田悠里　(1994年、AV女優デビュー。また、ヌード写真集を発売。)
- 鏡礼子　(リーダー。巨人の出口雄大と結婚したのち離婚。)
- 翠玲
- 滝谷公恵
- 松崎有美
- 藪下貴子　(女優の藪下貴子とは別人。)
- 山城千恵
- 山本麗子　(1996年、青山麗子として、ヌード写真集を発売。)
- 渡部智恵

## CDシングル
- This Is The Joy c/w 君に、胸キュン。/ This Is The Joy [ オリジナル・カラオケ ] （1993年3月21日、日本コロムビア ALCA-71）　This Is The Joyの作曲は小室哲哉で、trfのカバーである。

## ミニ・アルバム
- ハードコア 〜お立ち台より愛をこめて〜　（1993年7月21日、日本コロムビア ALCA-493）

1. This Is The Joy - SUPER BEACH MIURA‘93 VERSION
2. 33414
3. DO IT TO ME BABY
4. MOVE
5. ダンスが巧くなった理由
6. This Is The Joy

## ビデオ
- 「B.C.G.inサイパン」（1993年5月1日、英知出版）
- 「LOVE&JOY / B・C・G」（1993年9月21日、日本コロムビア ）

## 出演

### テレビドラマ
TBS
- ジューン・ブライド 第2章「お下がりの女」(1995年)